# 영일중학교 (경북)
영일중학교(迎日中學校)는 대한민국 경상북도 포항시 남구 연일읍 동문리에 있는 사립 중학교이다.

## 학교 연혁
- 1950년 12월 20일 : 영일중학교 개교
- 1951년 10월 1일 : 초대 교장 박영곤 선생 취임
- 1951년 11월 30일 : 재단법인 영일교육재단 인가
- 1951년 12월 18일 : 초대 이사장 김익노 선생 취임
- 1977년 7월 20일 : 본관 3개 교실 증축으로 21개 교실 완성 준공
- 1978년 10월 31일 : 병설 영일종합고등학교(상업과 2, 보통과 1) 인가(9학급)
- 1978년 11월 30일 : 고등학교 교사 5개 교실 신축 준공
- 1979년 3월 3일 : 영일종합고등학교 개교
- 1981년 2월 25일 : 고등학교 교사 11개 교실 증축 준공, 24개 교실 확보
- 1981년 12월 30일 : 본관 3층 10개 교실 증축 준공
- 1983년 2월 5일 : 중·고등학교 건물 교체
- 1986년 3월 1일 : 중·고등학교 분리 운영
- 1992년 10월 1일 : 신관 10개 교실 신축 준공
- 1994년 10월 26일 : 신관 5개 교실 증축 준공(20개 교실 완공)
- 2020년 2월 21일 : 제10대 이신자 이사장 취임
- 2022년 3월 1일 : 제18대 교장 정경일 선생 취임
- 2024년 1월 8일 : 제71회 졸업식(194명, 총 18,960명)
- 2024년 3월 4일 : 제74회 입학식(189명)

## 참고 자료
- 영일중학교 - 한국교육학술정보원 학교알리미